# 景光

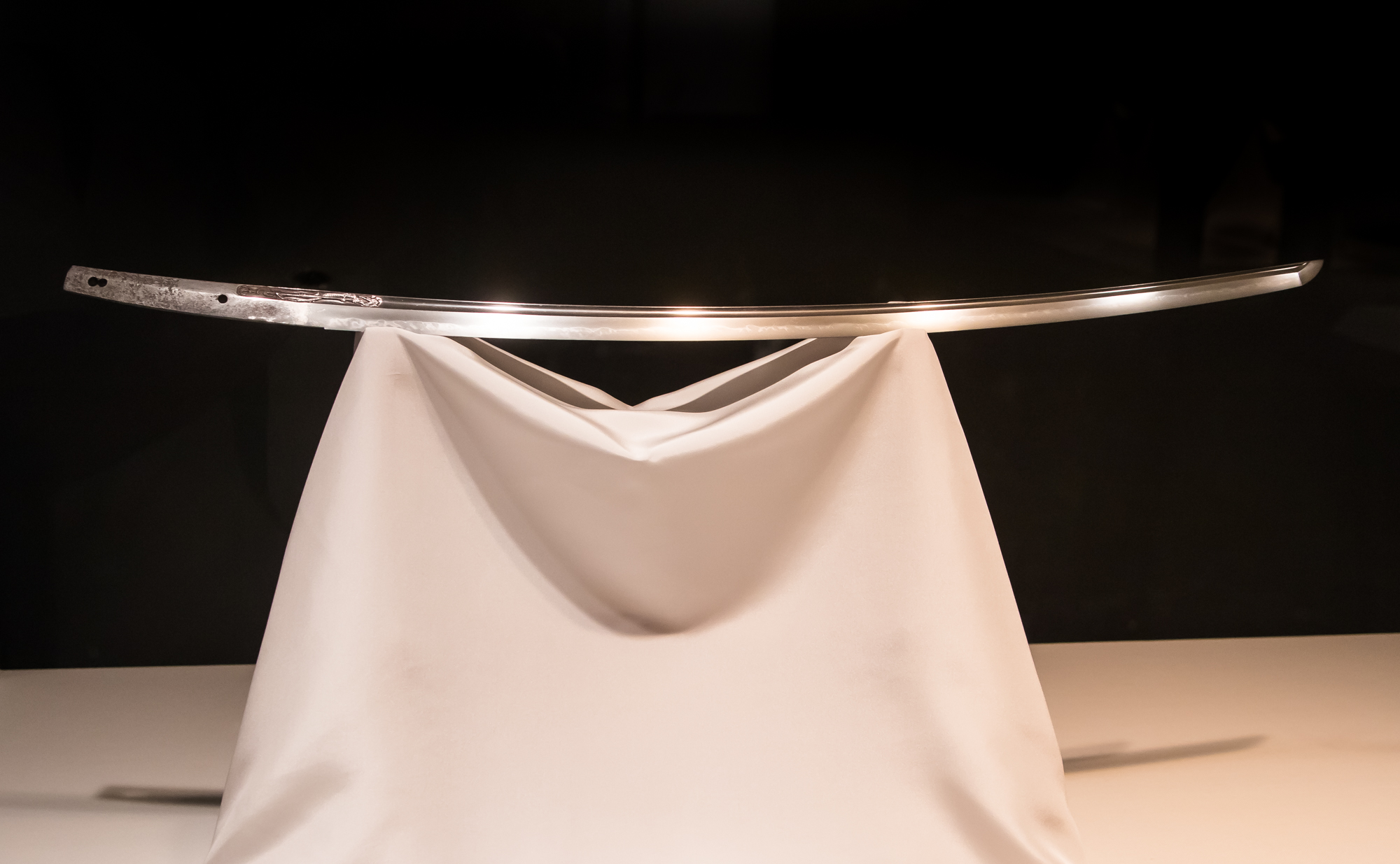
号「小龍景光」（国宝）。1322年。東京国立博物館 蔵。

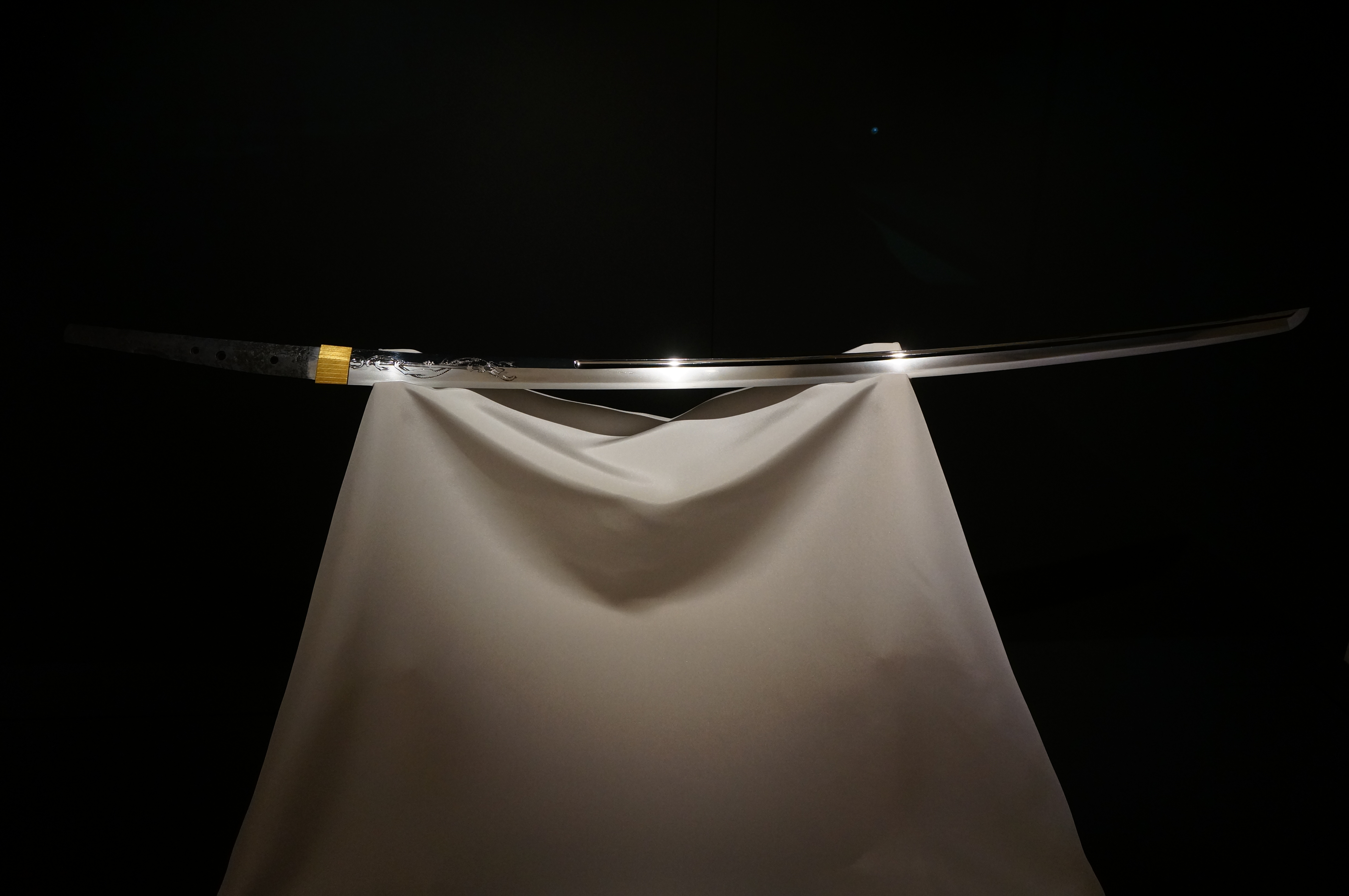
太刀 長船景光、銘備前国長船住景光 延慶二年七月日。（重要美術品）。1309年。東京国立博物館蔵。

景光（かげみつ）は、鎌倉時代末期の備前国（岡山県）長船派（おさふねは）の刀工。

## 概要
備前国は古来刀剣の産地として名高く、現在の岡山県南部にあたる吉井川流域には長船派、畠田派、福岡一文字、片山一文字、吉井派などの刀工が鎌倉時代から室町時代にかけて存在した。長船派は現在の岡山県瀬戸内市長船町に居住した一派であり、景光は長光の子とされ、長船派の頭領であった。一派の祖である光忠、その子とされる長光に次ぐ3代目にあたる。作刀期は鎌倉時代最末期で、嘉元 4年（1306年）から建武元年（1334年）にかけての年紀を持つ作刀が現存する。兼光の父。通称は左兵衛尉。

## 作風
- 造り込み - 太刀のほか短刀の遺作が多い。また薙刀や剣、小太刀の作も見られる。太刀の姿は踏ん張りがつき、腰反りが高く、先にいって伏せごころのない、身幅、切先とも尋常な鎌倉時代末期の姿となる。短刀は親の長光にはほとんど見られないが、景光には多く見られる。身幅、長さともに鎌倉末期姿の尋常な作りとなり、振袖茎（なかご）となるものが多い。
- 地鉄 - 小板目肌が良く詰み、乱れ映りが鮮やかに立ち、長船派中で最も地鉄が美しいとされている。
- 刃文 - 光忠、長光ほど焼きに高低がある大模様のものは少なく、直刃の小湾れ、直刃小丁子、小互の目（こぐのめ）、景光創始と言われる片落（肩落）互の目を焼く。

## 代表作

### 国宝
- 太刀 銘（表）備前国長船住景光 （裏）元亨二年五月日（小龍景光）（東京国立博物館 蔵）

元亨2年は1322年。楠木正成所用と伝え「楠公景光」とも称する。長らく所在不明で幕末に大阪の農家で発見されたと伝わる。明治時代に山田浅右衛門家から明治天皇に献上され、第二次大戦後に現所蔵となった。磨り上られており、号の由来となった棒樋内に彫られた剣巻竜がハバキ元から顔を覗かせることから「覗き竜景光」の別名がある。刃文は腰刃が大きく乱れ、上は太直刃に丁子が混じるものとなる。
- 太刀 銘（表）広峰山御剣願主武蔵国秩父郡住大河原左衛門尉丹治時基於播磨国宍粟郡三方西造進之（裏）備前国長船住左兵衛尉景光 作者進士三郎景政 嘉暦二二年己巳七月日（埼玉県立歴史と民俗の博物館 蔵）

景光とその弟子ないし親族と思われる景政との合作になる太刀。長文の銘文によると、秩父（埼玉県）出身の播磨（兵庫県）の地頭であった大河原時基が嘉暦4年（1329年）長船から景光と景政を播磨国宍粟郡三方西（兵庫県宍粟市）に呼んで作刀させ、広峯神社（兵庫県姫路市）に奉納したものであることが知られる。刃文は景光が得意とした直刃小丁子乱れである。
- 短刀 銘（表）備州長船住景光 （裏）元亨三年三月日（号 謙信景光）（埼玉県立歴史と民俗の博物館 蔵）

元亨3年は1323年。刀身の指表には「秩父大菩薩」の文字、指裏には大威徳明王を表す梵字を彫る。「秩父大菩薩」は秩父神社（埼玉県秩父市）の祭神・妙見菩薩を指す。前期の国宝太刀とともに大河原時基の注文による製作で、後、上杉家に伝来し、上杉謙信が常に身近に置いたことから「謙信景光」の号がある。刃文は景光の得意とした片落互の目が顕著で、振袖茎となる。上杉家以来の拵え付。

### 重要文化財
- 太刀 銘備前国長船住景光 嘉元二二年十月日（個人蔵）、1306年作、『国宝・重要文化財大全』に写真なし。
- 太刀 銘備州長船住景光 正和五年十月日（刀剣ワールド財団蔵[3]）、1316年作
- 太刀 銘備州長船住景光 元亨二年□月日（文化庁保管）、1322年作
- 太刀 銘備前国長船住景光 元弘二二年二月日（所在不明）
- 太刀 銘（表）南无薬師瑠璃光如来 （裏）備前国長船住景光（静岡・富士山本宮浅間大社 蔵）

永禄11年（1568年）、駿河侵攻に先立ち武田信玄より浅間大社に奉納された。刃長二尺五寸五分（約77.3cm）反り九寸三分（約2.8cm）直刃、生ぶ茎に目釘孔一つ。
『集古十種』にはこの太刀の拵えとして「総金物鍍金 鞘長三尺 塵地 柄八寸余 金打出鮫 萌黄三分糸巻 赤地錦包太刀緒 紅手貫緒」の糸巻太刀拵が記載されている。
- 太刀 銘備前国長船住景光 （裏）□□月日（兵庫・黒川古文化研究所 蔵）
- 太刀 銘備州長船景光（個人蔵）、1925年指定
- 太刀 銘備州長船住景光（個人蔵）、1938年指定
- 太刀 銘備州長船住景光（個人蔵）1940年指定、『国宝・重要文化財大全』に写真なし
- 太刀 銘備州長船住景光（個人蔵）、1942年指定
- 太刀 銘景光（個人蔵）、1953年指定
- 太刀 銘備州長船景光（金象嵌銘）本多平八郎忠為所持之（個人蔵）
- 刀 折返銘備州長船景光（2016年発見）、1964年指定
- 薙刀 銘備州長船住景光 元弘二年八月日（東京国立博物館 蔵）1332年作
- 短刀 銘景光（所在不明）、1953年指定

文化庁による所在確認調査の結果、所在不明とされた物件については「所在不明」とした。

### その他
- 太刀 銘（表）備前国長船住左兵衛尉景光 作者進士三郎景政 （裏）元亨三年三月日（御物）

刀身の指表には「秩父大菩薩」の文字、指裏には大威徳明王を表す梵字を彫り、国宝指定の短刀と揃いで注文されたと推察される。刃文は片落ち互の目丁子。